# Oddrúnargrátr

Oddrúnargrátr (La Complainte d'Oddrún) ou Oddrúnarkviða (Le Poème d'Oddrún) est un Edda poétique du Codex Regius qui suit Guðrúnarkviða III et précède Atlakviða.
Le sujet de ce poème est la complainte d'Oddrún, sœur d'Atli, pour Gunnar, son amour perdu et interdit.
Ce texte est assez bien préservé et a peut-être été composé au XIe siècle. Sa versification est le fornyrðislag.